# Romanen
Als Romanen (aus lateinisch romani, Sg. romanus, ‚Römer‘) oder romanische Völker werden Völker bezeichnet, deren Sprachen auf das Lateinische zurückgehen. Im frühen Mittelalter nannte man jene Einwohner des ehemaligen Römischen Reiches romani, die Vulgärlatein beziehungsweise die Vorstufen der romanischen Sprachen sprachen, um sie von den im Zuge der Völkerwanderung in das Gebiet des westlichen römischen Reiches zugewanderten germanischen gentes mit ihren jeweiligen Sprachen zu unterscheiden.
Infolge der getrennten politischen Entwicklung der einzelnen romanischsprachigen Regionen und der Herausbildung unterschiedlicher protoromanischer Volkssprachen kam diese Bezeichnung jedoch schon im Verlauf des Mittelalters außer Gebrauch und wurde durch geographisch oder politisch bestimmte Bezeichnungen ersetzt. Lediglich bei den Bündner- oder Rätoromanen, Rumänen, Aromunen und Istrorumänen haben sich Selbstbezeichnungen erhalten, die auf romanus zurückgehen.
Die heute auf dem früheren Gebiet des Römischen Reiches existierenden Staaten mit einer romanischen Nationalsprache (Frankreich, Italien, Portugal, Spanien, Rumänien und Moldau) werden auch als romanische Länder bezeichnet. Die übliche Bezeichnung für die Einwohner dieser Länder wird jedoch von den jeweiligen Ländernamen abgeleitet (Franzosen, Italiener usw.) und lautet nicht Romanen.

## Abgrenzung
Obwohl sie keine romanische Sprache sprechen, bezeichnen sich auch heute noch manche Griechen als Romií (neugriechisch Ρωμιοί ‚Römer‘). Grund hierfür ist die traditionelle Bezeichnung der griechischsprachigen Bürger des Oströmischen Reich als Rhomaioi (altgriechisch Ρωμαῖοι Rhōmaîoi, deutsch ‚Römer‘; in der Byzantinistik auch zu ‚Rhomäer‘ eingedeutscht). Ähnliche Übertragungseffekte betreffen auch die Bezeichnung ‚Romania‘ für das Siedlungsgebiet der ‚Römer‘.
Die Selbstbezeichnung des Volkes der Roma stammt nicht aus dem Lateinischen, sondern vom Romani-Wort rom für ‚Ehemann‘. Da Romani nicht zum romanischen, sondern zum indoarischen Zweig der indogermanischen Sprachen gehört, sind die Roma keine Romanen.